# 2MASS 1507-1627
2MASS 1507-1627 (= 2MASS J15074769-1627386) is een bruine dwerg met een spectraalklasse van L5. De ster bevindt zich 24,17 lichtjaar van de zon.